# 多管藁本
多管藁本（学名：Ligusticum multivittatum）为伞形科藁本属的植物，是中国的特有植物。分布在中国大陆的云南等地，生长于海拔3,000米至4,000米的地区，多生在竹林草地，目前已由人工引种栽培。